# Kung-nung
Kung-nung (čínsky pchin-jinem Gōngnóng Qū, znaky zjednodušené 工农区, tradiční 工農區) je jedním ze šesti městských obvodů městské prefektury Che-kang, která leží v severovýchodní, nejvýchodněji a nejseverněji položené provincii Čínské lidové republiky Chej-lung-ťiang, sousedící na severu a na východě s Ruskou federací.  
Městská prefektura Che-kang leží 326 km na severovýchod od hlavního města provincie Charbin, 378 km na jihozápad od ruského města Chabarovsk a 486 km severoseverozápadně od ruského města Vladivostok.  

## Historie
V roce 1914 byly v těchto místech objeveny zásoby uhlí. V roce 1916 dostal čínský obchodník Šen Sung-nien (沈松年) oficiální povolení k rozvoji ložiska a v roce 1918 založil společnost s ručením omezeným, která začala s těžbou uhlí. Oblast se rychle rozvíjela a v roce 1926 zde byla postavena železniční trať. Do roku 1929 vyrostla v oblasti těžby uhlí vesnice, která se nazývala Ťie-ťi (街基).
V roce 1932 zřídili Japonci v Mandžusku loutkový stát Mandžukuo. Od roku 1938 těžily uhlí japonské společnosti a Číňané, kteří zůstali bez práce, byli přesídleni na jih, kde byla založena vesnice Sin-ťie-ťi (新街基, „Nová Ťie-ťi“). 
V roce 1958 byla na tomto území vytvořena ekonomická zóna Sin-ťie-ťi a v roce 1960 byl oficiálně vytvořen městský obvod Sin-ťie-ťi. V roce 1966 byl přejmenován na Kung-nung.

## Demografie
| Rok  | Počet obyvatel                    | Rozloha km² | Hustota zalidnění (obyv. na km²) |
| ---- | --------------------------------- | ----------- | -------------------------------- |
| 2010 | 140 070                           | 10,00       | 14 007                           |
| 2020 | 136 519 (−0,26% oproti roku 2010) | 11,75       | 11 619                           |

## Administrativní členění
Administrativně je městský obvod Kung-nung rozdělen do 6 uličních výborů, které se člení na 97 rezidenčních výborů.
| Číslo | Název (znaky; pchin-jin)             | Obyvatel (2010) | Kód správního členění | Souřadnice na mapě             |
| ----- | ------------------------------------ | --------------- | --------------------- | ------------------------------ |
| 1     | Jü-cchaj (育才街道办事处; Yucai)     | 29 910          | 230403001             | 47°19′29" s.š. 130°16′08" v.d. |
| 2     | Tchuan-ťie (团结街道办事处; Tuanjie) | 28 823          | 230403006             | 47°19′54" s.š. 130°16′12" v.d. |
| 3     | Sin-nan (新南街道办事处; Xinnan)     | 24 341          | 230403003             | 47°18′40" s.š. 130°15′15" v.d. |
| 4     | Ťie-fang (解放街道办事处; Jiefang)   | 24 178          | 230403005             | 47°19′43" s.š. 130°16′09" v.d. |
| 5     | Chung-čchi (红旗街道办事处; Hongqi)  | 20 267          | 230403002             | 47°18′44" s.š. 130°15′55" v.d. |
| 6     | Chu-pin (湖滨街道办事处; Hubin)      | 12 551          | 230403002             | 47°18′44" s.š. 130°15′55" v.d. |

## Sousední administrativní jednotky
Městský obvod Kung-nung sousedí s městskými obvody Siang-jang na severovýchodě, Nan-šan na jihovýchodě a Dong-šan na západě. Již bez společné hranice s nimi, jsou pak zbývající dvě městské části městské prefektury Che-kang situovány na severu – Sing-šan a na jihu – Sing-an.

## Galerie

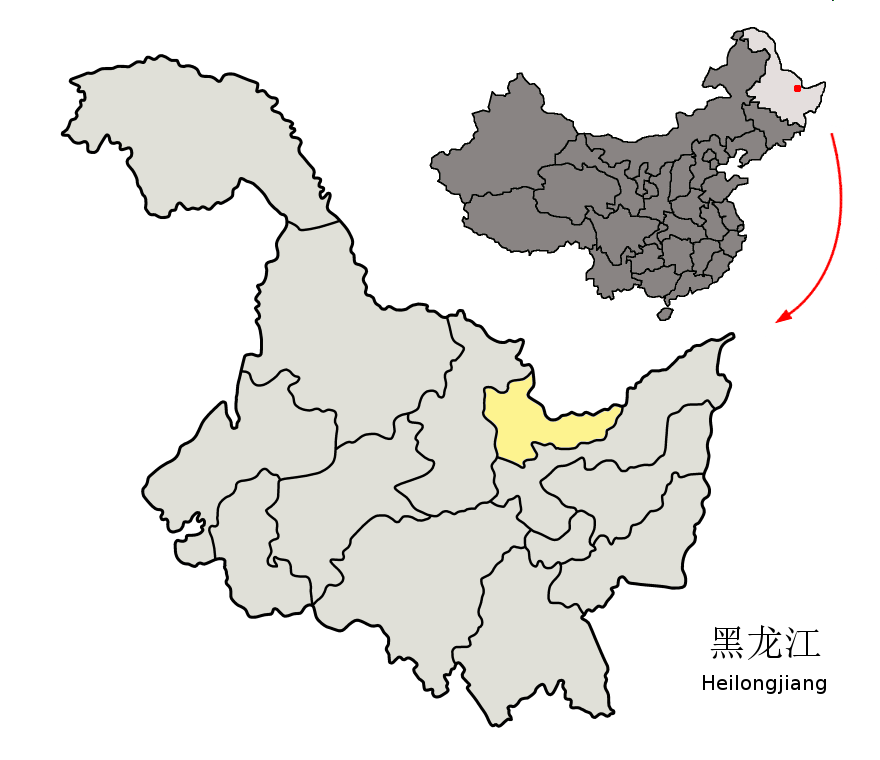
Poloha městské prefektury Che-kang (žlutě) v provincii Chej-lung-ťiang a provincie v rámci Čínské lidové republiky (obrázek vpravo nahoře)
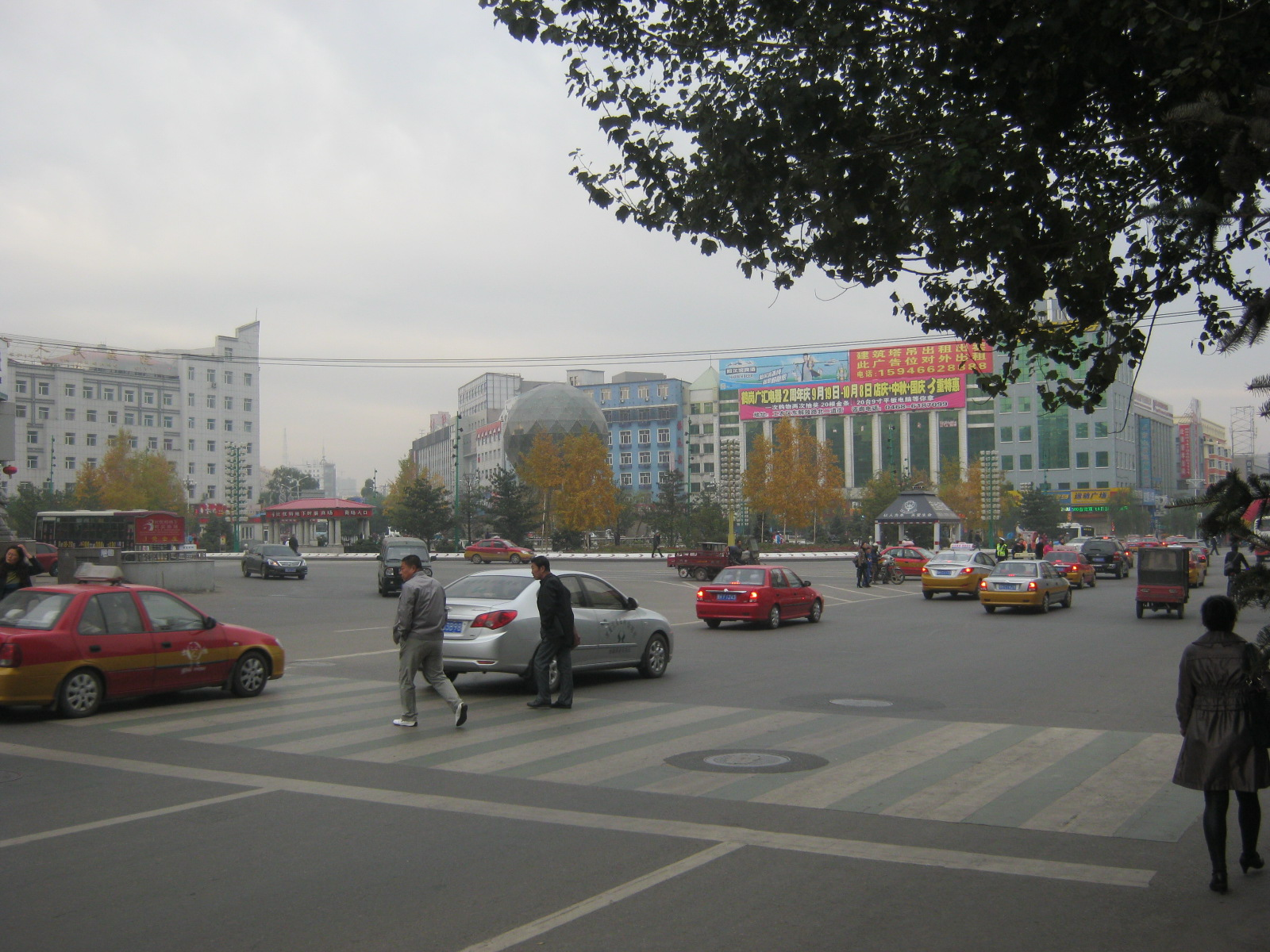
Městská prefektura Che-kang (2013)